# Wacoro
Wacoro è un comune rurale del Mali facente parte del circondario di Dioïla, nella regione di Koulikoro.
Il comune è composto da 6 nuclei abitati:
- Diarrani
- N'Djifina
- Niefia
- Tonga
- Wacoro
- Zéta